# Det Europæiske Arbejdsmiljøagentur
Det Europæiske Arbejdsmiljøagentur er et EU-agentur der arbejder for at gøre Europas arbejdspladser sikrere, sundere og mere produktive, ved at samle og udveksle viden og information for at fremme en risikoforebyggelseskultur. 
Det er oprettet for at hjælpe både arbejdstagere og arbejdsgivere, med en lang række forskellige problemer på arbejdsmiljøområdet, som det er umuligt for den enkelte medlemsstat eller den enkelte institution at klare, med de ressourcer og den ekspertise, de selv råder over. Fortsatte forbedringer af arbejdsmiljøet er samtidig en vigtig målsætning for den europæiske social- og beskæftigelsespolitik. Det Europæiske Arbejdsmiljøagentur blev oprettet for at samle og formidle udveksling af de store mængder af viden og informationer om arbejdsmiljøspørgsmål, som findes i Europa, især om forebyggelse.

## Dokumenter
Retsgrundlaget for agenturets aktiviteter er 4 rådsforordninger:
- 2062/94  Arkiveret 14. juli 2006 hos  Wayback Machine
- 1643/95 Arkiveret 15. juli 2006 hos  Wayback Machine (inddragelse af 3 nye medlemsstater i 1995)
- 1654/2003 Arkiveret 20. juli 2006 hos  Wayback Machine (opdateret Arbejdsmiljøagenturets forordning i overensstemmelse med EU's nye finansielle bestemmelser og bestemmelserne om offentlig adgang til dokumenter)
- 1112/2005 Arkiveret 25. maj 2013 hos  Wayback Machine (ændringer til agenturets ledelse og ledelsesstrukturer)